# Nicholas Maw
John Nicholas Maw (5 de novembre de 1935 - 19 de maig de 2009) va ser un compositor anglès.

## Biografia
Nascut a Grantham, Lincolnshire, Maw era fill de Clarence Frederick Maw i Hilda Ellen Chambers. Va assistir a la Wennington School, un internat, a Wetherby, al West Riding de Yorkshire. La seva mare va morir de tuberculosi quan tenia 14 anys. Va assistir a la Royal Academy of Music a Marylebone Road, a Londres, on els seus professors van ser Paul Steinitz i Lennox Berkeley. Després estudia a París amb Nadia Boulanger i Max Deutsch.
Des de 1998 fins a 2008, Maw va treballar a la facultat del Institut Peabody de la Universitat Johns Hopkins, on va ensenyar composició musical. Anteriorment havia servit a les facultats de la Universitat Yale, del Bard College, de la Boston, de la Royal Academy of Music, de la Universitat de Cambridge i de la Exeter University.

### Vida personal
El 1960, Maw es va casar amb Karen Graham, i van tenir un fill i una filla. El seu matrimoni es va dissoldre el 1976. Va residir a Washington DC el 1984, vivint allà amb la seva companya Maija Hay, una artista de ceràmica, fins a la seva mort. Va morir a casa el 19 de maig de 2009, als 73 anys, a causa d'una insuficiència cardíaca amb complicacions de la diabetis.
El diumenge 6 de novembre de 2011, BBC Radio 3 va emetre un homenatge de 2 hores anomenat "Nicholas Maw: A Celebration". El programa va comptar amb actuacions del concert de violí de Maw, una suite orquestral extreta de la seva òpera, Sophie's Choice, i dues obres corals (One foot in Eden still, I stand and Hymnus).

## Composicions
Maw és més conegut per Scenes and Arias (1962) per tres veus femenines i orquestra, les peces orquestrals Odissea (1987) i The World in the Evening (1988), l'obra de guitarra Music of Memory (1989) i un concert de violí (1993) escrit per a Joshua Bell. La seva música ha estat descrita com a neoromàntica però també modernista i no tonal (per exemple Personæ, el seu cicle de peces per a piano).
El 2002, una òpera, Sophie's Choice (basada en la novel·la de William Styron), va ser encarregada per la BBC Radio 3 i el Royal Opera House, Covent Garden. Va ser estrenada a la Royal Opera House sota la direcció de Sir Simon Rattle, i després va rebre una nova producció del director escènic Markus Bothe a la Deutsche Oper Berlin i al Volksoper Wien, que va estrenar a Nord-amèrica la Washington National Opera l'octubre de 2006. La mezzosoprano Angelika Kirchschlager, que va cantar Sophie a Londres, va tornar a fer el paper del títol a l'òpera nacional, al qual es va unir el baríton nord-americà Rod Gilfry com a Nathan Landau, l'home esquizofrènic que inicialment rescata a Sophie i després la persuadeix perquè s'uneixi a ell en un suïcidi pactat. Maw també va preparar una suite per a orquestra basada en la música.
Una actuació d'Odissea va tenir lloc als estudis Maida Vale de la BBC el 9 de desembre de 2005, i es va emetre a la ràdio BBC 3 dies després. Simon Rattle també ha realitzat una gravació de l'obra amb la City of Birmingham Symphony Orchestra.